# Monea
Monea är en ort i Storbritannien. Den ligger i riksdelen Nordirland, i den västra delen av landet, 600 km nordväst om huvudstaden London. Monea ligger 134 meter över havet och antalet invånare är 114.
Terrängen runt Monea är platt åt nordost, men åt sydväst är den kuperad. Runt Monea är det glesbefolkat, med 18 invånare per kvadratkilometer. Närmaste större samhälle är Enniskillen, 9,2 km sydost om Monea. Trakten runt Monea består i huvudsak av gräsmarker.